# Atentado al edificio de Caracol Radio
El atentado al edificio de Caracol Radio fue un ataque terrorista dirigido contra la sede de Caracol Radio, ubicada sobre la emblemática Carrera Séptima en Bogotá. Fue cometido el 12 de agosto de 2010 a las 5:30 de la mañana en hora local. El atentado fue realizado con un carro bomba cargado con cincuenta kilos de ANFO y un cilindro de gas. El explosivo fue activado aparentemente mediante un teléfono celular o un control remoto.
Justo en el instante en que el atentado ocurriera, el reconocido director de noticias y periodista colombiano Darío Arizmendi, estaba en el programa de Hoy por Hoy en la estación básica de Caracol Radio, con lo que dio casi que inmediatamente el informe en directo de la explosión ocurrida a solo metros de la cabina de la emisora radial.

## Reacción internacional
Las reacciones tras el atentado al edificio de Caracol Radio incluía aquellas de otros gobiernos nacionales, los cuales repudiaron y rechazaron el atentado. Luego de esto el gobierno nacional colombiano reforzó la lucha contra el terrorismo.[cita requerida]
- Costa Rica: El gobierno costarricense manifestó su repudio contra el atentado perpetrado el 12 de agosto con un coche bomba frente a las instalaciones de Caracol Radio y la sede de la Agencia Efe en Bogotá, y expresó su solidaridad con el pueblo y el Gobierno de Colombia.[4]

- Ecuador: El presidente ecuatoriano Rafael Correa ha expresado su "rechazo absoluto" tras el atentado con coche bomba al edificio que alberga las sedes de Caracol Radio en el sector financiero de Bogotá.[5]

- Estados Unidos: El departamento de Estado de ese país declaró que "Deploramos el uso de la violencia para alcanzar objetivos políticos, incluida la intimidación a medios de comunicación". También, ante esto, se solidarizó Virginia Staab, vocera de dicho departamento norteamericano.[6]

## Autores
Después de la muerte del jefe militar del Bloque Oriental de las FARC-EP alias 'Mono Jojoy' en la Operación Sodoma y la incautación de sus computadores, el gobierno colombiano determinó que el ataque había sido llevado a cabo por las FARC-EP.

"Felicitaciones a los que le movieron el piso a JMS (Juan Manuel Santos) con la pequeña bomba a la sede de Caracol. Esas son las estratégicas".
Correo electrónico del Mono Jojoy